# Fegyvernek
Fegyvernek là một làng thuộc hạt Jász-Nagykun-Szolnok, Hungary. Làng này có diện tích 71,48 km², dân số năm 2010 là 6503 người, mật độ 91 người/km².